# Oenanthe media
Oenanthe media är en flockblommig växtart som beskrevs av August Heinrich Rudolf Grisebach. Oenanthe media ingår i släktet stäkror, och familjen flockblommiga växter. Inga underarter finns listade i Catalogue of Life.